# Dünner Mann, 2. Fall
Dünner Mann, 2. Fall (Alternativtitel: Nach dem dünnen Mann, Es geschah zu Silvester und Und sowas nennt sich Detektiv) ist eine US-amerikanische Kriminalkomödie von W. S. Van Dyke aus dem Jahr 1936. Das Ehepaar Nick und Nora Charles wurden als Charaktere aus dem Roman Der dünne Mann von Dashiell Hammett übernommen, wie auch in den folgenden weiteren vier Teilen. Nur im 3. Film der Reihe lag eine Erzählung von Dashiell Hammett zugrunde. Für den Film erstellten Frances Goodrich und Albert Hackett ein Originaldrehbuch. Er war der zweite Teil der Dünnen-Mann-Filmreihe, die sechs Spielfilme umfasst.

## Handlung
Nick und Nora Charles kommen nach dem gelösten Mordfall um den dünnen Mann zu Silvester wieder in San Francisco an. Die Presse erwartet sie und zu Hause steigt ihnen zu Ehren eine Überraschungsparty, auch wenn das Paar lieber seine Ruhe hätte. Ihre eigene Party können sie jedoch nicht besuchen, da Noras elitäre Tante Katherine zum alljährlichen Silvesterdinner mit ihren betagten Verwandten bittet. Dass auch der von ihr verachtete Nick Charles eingeladen wird, ist in erster Linie Noras Cousine Selma zu verdanken, die psychisch labil ist. Sie leidet unter ihrem Ehemann Robert, der sie nur ihres Geldes wegen geheiratet hat und nun bereits seit drei Tagen spurlos verschwunden ist. Zwar vermutet sie eine andere Frau als Grund, hat sie doch eine offensichtlich fehlgeleitete Schatulle erhalten. Doch sie sorgt sich ebenso, dass Robert etwas zugestoßen sein könnte. Auch der Besuch ihres früheren Verlobten David, der sie noch immer liebt, kann Selma nicht trösten.
Nick ist schließlich froh, der Altherren- und -damenrunde entkommen zu sein. Er begibt sich kurz vor Mitternacht mit Nora in eben jenes chinesische Etablissement, aus dem die Schmuckschatulle gesendet wurde. Geleitet wird die Bar von Dancer, einem zwielichtigen Bekannten von Nick. In der Bar treffen sie auf Robert, der sich dort bereits seit drei Tagen betrinkt. Im Hintergrund spielen sich Intrigen ab. Robert hat mit David ein Abkommen geschlossen: Wenn er von David 25.000 Dollar erhält, wird er aus der Stadt verschwinden und ihm seine ungeliebte Ehefrau Selma überlassen. Auf das Geld wiederum spekuliert auch Polly, die Sängerin in der chinesischen Bar, die angeblich heimlich mit Robert verschwinden und ein neues Leben beginnen will. In Wirklichkeit soll sie ihn auf Dancers Anweisung hin ausnehmen, der wie auch sein Geschäftspartner Lum Kee am „Gewinn“ der 25.000 Dollar beteiligt ist. Auch Pollys angeblicher Bruder Phil erfährt von dem Plan und will eifersüchtig ebenfalls beteiligt werden. David wiederum hat die Geldübergabe erst am folgenden Tag geplant und zahlt die ausgemachte Summe daher in Aktien.
Robert kehrt kurz zu Selma zurück und packt seine Sachen. Selma folgt ihm mit einer Pistole. Es fallen Schüsse und kurz darauf ist Robert tot – und Selma beugt sich mit einer Waffe in der Hand über seine Leiche. Kurz darauf ist David bei ihr und lässt die Waffe verschwinden. Selma wiederum soll nicht erzählen, dass sie an diesem Tag außer Haus war. Auch ihr Nervenarzt Dr. Kammer schirmt die junge Frau vor der Öffentlichkeit ab. Nick beginnt zu ermitteln, er ist von Selmas Unschuld überzeugt. Die Dinge verkomplizieren sich, als kurze Zeit später Phils Leiche gefunden wird. Phil war als eifersüchtiger Bruder einer der Verdächtigen und wurde erst zusammengeschlagen und dann erwürgt. Auch Dancer ist nun verdächtig, ist er doch kurz zuvor bei Phil gewesen. Bei Phil findet sich der Schlüssel zu Pollys Wohnung, die Nick überprüft. Er findet dort die Schatulle wieder, die Selma zugeschickt worden ist, und nimmt sie an sich. Es stellt sich heraus, dass die Wohnung über der von Polly vor wenigen Tagen von einem gewissen Anderson angemietet worden ist. Dieser hat ein Abhörgerät in Pollys Wohnung installiert und wollte über eine Leiter in ihre Wohnung einsteigen. Als Nick Andersons Wohnung überprüft, betritt Dancer die Wohnung der Tänzerin, um die Schatulle an sich zu nehmen. Es kommt zu einer Verfolgung, bei der Dancer auf Nick schießt. Er trifft jedoch eine Truhe, die sich öffnet und die Leiche des Hausportiers preisgibt. Er wurde mit derselben Waffe erschossen wie Robert.
Nick beschließt nun, alle Verdächtigen der verschiedenen Mordfälle einzuladen: Dancer, Selma, Polly, David, Dr. Kammer und aus Rache für das langweilige Silvesterdinner auch Tante Katherine. Zunächst geht es um den ermordeten Portier, der Jahre zuvor bei Noras Tante als Gärtner angestellt war – Nora bringt sogar ein Foto aus dieser Zeit mit. Manche kennen ihn noch aus der Zeit und David erinnert sich rückblickend an einen kleinen Herrn mit weißem Bart, den er jedoch seit Jahren nicht mehr gesehen habe. Nach zahlreichen verschiedenen Anschuldigungen, mit denen Nick den Täter zu einer entlarvenden Aussage bringen will, weiß er plötzlich, wer der Mörder ist: David hat alle drei Morde begangen. Er hat sich an den Gärtner als Mann mit langem weißen Bart erinnert; diesen hat er jedoch erst in jüngerer Zeit als Portier und noch nicht auf Noras mitgebrachtem Foto.
David hatte zunächst den Portier ermordet und schließlich Robert, da er die 25.000 Dollar nie hätte aufbringen können. Die Aktien gab er ihm an Silvester, da die Banken am Neujahrstag geschlossen sind und sie so nicht eingelöst werden konnten. Der Mord am Portier wiederum wurde nötig, da David den Verdacht auf Polly lenken und daher in ihre Wohnung einsteigen wollte. Phil wiederum, in Wirklichkeit Pollys Ehemann, war ihm auf die Schliche gekommen und hatte ihn erpresst. Daher musste auch er sterben. Am Ende wiederum versuchte David, Selma zur Verdächtigen zu machen, da er sie genauso hasste wie Robert, da sie ihn zurückgewiesen hatte. Überführt zieht David eine Pistole, wird jedoch von den Anwesenden überwältigt und abgeführt.
Wenig später sitzen Nora und Nick Charles im Zug gen Europa, um endlich in Ruhe Urlaub zu machen. Aus dem Plan, nur zu zweit zu sein, wird jedoch nichts, denn Nora offenbart Nick, dass sie schwanger ist.

## Produktion
Der Film wurde in San Francisco gedreht und erlebte seine Uraufführung am 25. Dezember 1936.
Im Film werden zwei Titel gesungen:
- Blow That Horn (M.: Walter Donaldson, T.: Chet Forrest, Bob Wright), gesungen von Penny Singleton
- Smoke Dreams (M.: Nacio Herb Brown, T.: Arthur Freed), gesungen von Penny Singleton

Der Film zeigt Darsteller James Stewart in einer frühen Nebenrolle. Er hatte sein Spielfilmdebüt erst zwei Jahre zuvor gegeben; Dünner Mann, 2. Teil wiederum war sein achter Film, den er im Jahr 1936 drehte, und der elfte seiner Karriere. Er selbst bezeichnete die Rolle rückblickend als „lächerlich“.

## Synchronisation
Es gibt zwei Synchronfassungen des Filmes. Die erste Fassung entstand im MGM Synchronisations-Atelier in Berlin. Das Dialogbuch schrieb Hermann Gressieker, die Dialogregie führte Eduard Wiemuth. Die zweite Fassung entstand 1969 fürs TV bei der Beta-Technik Gesellschaft für Filmbearbeitung mbH in München. Das Dialogbuch schrieb diesmal Ursula Zell, während Wolfgang Schick sich um die Dialogregie kümmerte.
| Rolle                   | Schauspieler    | Erste Synchronfassung | Zweite Synchronfassung (TV 1969) |
| ----------------------- | --------------- | --------------------- | -------------------------------- |
| Nick Charles            | William Powell  | Siegfried Schürenberg | Friedrich Schoenfelder           |
| Nora Charles            | Myrna Loy       | Erika Dannhoff        | Rosemarie Fendel                 |
| David Graham            | James Stewart   | Hugo Schrader         | Gerhart Lippert                  |
| Selma Landis            | Elissa Landi    |                       | Helga Trümper                    |
| Dancer                  | Joseph Calleia  |                       | Erich Ebert                      |
| Tante Katherine Forrest | Jessie Ralph    |                       | Ursula Krieg                     |
| Robert Landis           | Alan Marshal    |                       | Reinhard Glemnitz                |
| Lt. Abrahams            | Sam Levene      |                       | Fred Maire                       |
| Polly Byrnes            | Penny Singleton |                       | Ursula Herwig                    |
| Lum Klee                | William Law     |                       | Paul Friedrichs                  |
| Dr. Adolph Cramer       | George Zucco    | Erich Ponto           |                                  |
| Floyd Casper            | Teddy Hart      |                       | Klaus Kindler                    |

## Kritik
Das Lexikon des Internationalen Films bezeichnete Dünner Mann, 2. Teil als „turbulente Kriminalkomödie, die amüsant-spannende Unterhaltung bietet und mit Charme erzählt wird“, während andere Kritiker meinten, dass sich „William Powell und Myrna Loy […] herzlos durch die Detektivarbeit witzeln“. Voll des Lobes zeigt sich der Evangelische Film-Beobachter: „Van Dykes Film ist einer der wenigen Fälle, wo eine Fortsetzung gegenüber dem ersten Teil nichts an Witz und Einfallsreichtum verliert. Der zweite Streich [...] bietet ausgiebig Gelegenheit zur Präsentation des komischen Bestiariums, das man Verwandtschaft nennt. Ein turbulenter Spaß, den man getrost allen Freunden des Krimis und der leichten Unterhaltung empfehlen kann.“

## Auszeichnungen
Dünner Mann, 2. Teil war 1937 in der Kategorie „Bestes adaptiertes Drehbuch“ für einen Oscar nominiert, konnte sich jedoch gegen Louis Pasteur nicht durchsetzen.

## Dünner Mann (Filmserie)
- Teil 1: Mordsache dünner Mann
- Teil 2: Nach dem dünnen Mann
- Teil 3: Noch ein dünner Mann
- Teil 4: Der Schatten des dünnen Mannes
- Teil 5: Der dünne Mann kehrt heim
- Teil 6: Das Lied vom dünnen Mann